# Tomasz Majewski (architekt)
Tomasz Majewski (ur. 1805, zm. 5 grudnia 1856 w Krakowie) – polski architekt, budowniczy miasta Krakowa.

## Budowle w Krakowie (wybrane)
- Celestat Bractwa Kurkowego w Parku Strzeleckim (1837) – przy współpracy Franciszka Marii Lanciego[1].
- Mur dziedzińca przed kościołem św. Józefa przy ul. Poselskiej (1840)[2].
- Przebudowa wnętrz Collegium Kołłątaja Uniwersytetu Jagiellońskiego (1850–1852) – wspólnie z Karolem Kremerem[3].
- Skrzydło gmachu Colegium Nowodworskiego przy ul. św. Anny 12 (1855)[4].
- Bursa Sisiniego – na rogu ulic Gołębiej i Jagiellońskiej (przebudowa po pożarze miasta w 1850)[5].
- Kamienica Niderlandowska na rogu ulic: Brackiej i Gołębiej (przebudowa po pożarze w 1850)[6].
- Dom przy zbiegu ulic Sławkowskiej i Plant oraz dom nr 18 przy ul. Floriańskiej (1855)[7].

Poza Krakowem zaprojektował także kościół św. Joachima w Sosnowcu-Zagórzu (1848–1850) – wspólnie z Stanisławem Gołębiowskim.
Ożeniony z Klarą Rieger (1831–1909), mieli dwie córki: Stefanię (1850–1920) i Zofię (1854–1863). Pochowany na Cmentarzu Rakowickim w Krakowie.